# Synthetic Music Mobile Application Format
Synthetic Music Mobile Application Format är ett filformat som används för ringsignaler i mobiltelefon. Filändelsen för detta format är .mmf.
.mmf var även filändelsen för de filer som användes av Microsoft Mail 3.0 för att lagra mottagna och skickade e-postmeddelanden.